# Награда AVN за најбољу нову глумицу
АВН за најбољу нову глумицу је награда која се додељује најбољој новој порно глумици сваког јануара на церемонији АВН награде у Лас Вегасу, у Невади.

## Добитнице
| Година | Фотографија | Добитница        | Номинација |
| ------ | ----------- | ---------------- | --- |
| 1984.  |             | Рејчел Ешли      | |
| 1985.  |             | Џинџер Лин       | |
| 1986.  |             | Ејнџел           | |
| 1987.  |             | Барбара Дер      | |
| 1988.  |             | Саманта Стронг   | |
| 1989.  |             | Ејџа             | |
| 1990.  |             | Викторија Парис  | |
| 1990.  | Тори Велс   |                  | |
| 1991.  |             | Џенифер Стјуарт  | |
| 1992.  |             | Савана           | |
| 1993.  |             | Алекс Џордан     | Криси Ен Ники Дајал Кис Тифани Милион Тифани Минкс Кели О'Дел Алиша Рио |
| 1994.  |             | Шејла Лаво       | |
| 1995.  |             | Кајли Ајерланд   | |
| 1996.  |             | Џена Џејмсон     | |
| 1997.  |             | Миси             | |
| 1998.  |             | Џони Блек        | |
| 1999.  |             | Алиша Клас       | |
| 2000.  |             | Бриџет Керков    | Анастејша Блу Џуел Де'Најл Индија Катја Кин Лијани Леј Бани Лав Барет Мур Сонија Ред Риган Стар Сидни Сти Вивијан Валентајн |
| 2001.  |             | Тера Патрик      | Алекса Касиди Рајан Конер Дејтон Џесика Дрејк Таша Хантер Мико Ли Лола Хедер Лин Тифани Мејсон Макејла Метјуз |
| 2002.  |             | Вајолет Блу      | Meriesa Arroyo Кали Кокс Кејт Фрост Хејвен Логан Лабрент Џастин Роми Стиви Моника Свитхарт Зејна |
| 2003.  |             | Џена Хејз        | Санрајз Адамс Арија Хана Харпер Џуелс Џејд Џаси Кими Кан Кармен Лувана Кејти Морган Тони Робертс Ејви Скот Џуди Стар Шајла Стајлс Феликс Вишос Лезли Зен                                                                                 |
| 2004.  |             | Сторми Данијелс  | Ешли Блу Мери Кари Синди Крофорд Дејзи Мери Алора Иден Џеси Џејн Кејлани Леј Нина Мерседиз Андер Пејџ Лорен Финикс Кристал Реј Рејчел Ротен Симон Бела-Мари Вулф                                                                         |
| 2005.  |             | Ситерија         | Одри Холандер Ники Хантер Катрина Крејвен Кристи Ли Џенифер Лав Миси Монро Џија Палома Тиган Пресли Лили Тај Луси Тај Нотика Торн Дејна Весполи Вики Вет Дани Вудвард                                                                    |
| 2006.  |             | Макензи Ли       | Лори Алексија Џоана Ејнџел Џасмин Берн Кортни Камз Брук Хејвен Џенавив Џоли Сани Лејн Тори Лејн Ванеса Лејн Трина Мајклс Кери Сејбл Хилари Скот Тарин Томас Кели Велс                                                                    |
| 2007.  |             | Наоми            | Алектра Блу Саша Греј Лејси Харт Џијана Лин Кенди Мансон Рајли Мејсон Мишел Мејлин Стефани Морган Џена Пресли Керстен Прајс Ејми Рид Ејва Роуз Мија Роуз Шарлот Стокли                                                                   |
| 2008.  |             | Бри Олсон        | Алексис Лав Алексис Тексас Ешлин Брук Одри Битони Кејси Паркер Лела Стар Лорина Санчез Маја Хилс Наташа Најс Полина Џејмс Рене Круз Шеј Џордан Тера Реј Вероник Вега                                                                     |
| 2009.  |             | Стоја            | Лекси Бел Тори Блек ЧејсЕванс Џејлин Фокс Џејден Џејмс Ники Џејн Џејми Лангфорд Џанди Лин Меган Малон Прија Рај Феј Реган Рајдер Скај Миси Стоун Анџелина Валентајн                                                                      |
| 2010.  |             | Кегни Лин Картер | Ејжа Акира Бритни Амбер Анџелина Армани Кијара Дајана Лондон Киз Танер Мејз Никол Реј Еми Рејес Наталија Роси Арјана Стар Рајли Стил Џани Самерс Брин Тајлер Сејди Вест                                                                  |
| 2011.  |             | Грејси Глам      | Брук Ли Адамс Рејвен Алексис Бријана Блер Ејми Брук Даника Дилан Алексис Форд Тара Лин Фокс Али Хејз Амија Мајли Малори Реј Мерфи Шанел Престон Ашлин Реј Кејти Сент Ајвс Џенифер Вајт                                                   |
| 2012.  |             | Бруклин Ли       | Абела Андерсон Џеси Ендруз Ејден Ешли Бетани Бенз Лили Картер Скин Дајмонд Еш Холивуд Биби Џоунс Џинкс Мејз Холи Мајклс Селена Роуз Саманта Сент Лекси Сволоу Лиз Тејлер Зои Вос                                                         |
| 2013.  |             | Реми Лакрој      | Аника Олбрајт Дани Данијелс Ана Фокс Кендал Карсон Теса Лејн Лејлани Лијен Адријана Луна Мелина Мејсон Касандра Никс Мади О'Рајли Пени Пакс Рајли Рид Џеси Роџерс Бони Ротен Стиви Шеј Сири Тринити Сент Клер Кристи Стивенс Карина Вајт |
| 2014.  |             | Мија Малкова     | Еј-Џи Еплгејт Кејси Калверт Тил Конрад Дилион Харпер Мелоди Џордан Кенеди Ли Кристи Мак Зои Монро Рејвен Рокет Џеса Роудс Рики Сикс Синди Старфол Наталија Стар Џоди Тејлор                                                              |
| 2015.  |             | Картер Круз      | Кејша Греј Џенис Грифит Огаст Ејмс Кармен Калијенте Катерина Кеј Миша Крос Аријана Мари Бел Нокс Скарлет Ред Саманта Роун Дакота Скај Ејдра Фокс Шанел Харт Џилијан Џенсон                                                               |
| 2016.  |             | Абела Дејнџер    | Арија Александер Бела Белз Марли Бринкс Карли Греј Кејт Ингланд Касиди Клајн Морхан Ли Рејчел Мадори Џејд Најл Кира Никол Меган Рејн Киса Синс Катрина Џејд Пета Џенсен                                                                  |
| 2017.  |             | Холи Хендрикс    | Џина Валентина Алекс Греј Кими Грејнџер Кејти Кис Џоџо Кис Лајра Ло Мелиса Мур Кира Ноар Ања Олсен Џија Пејџ Пајпер Пери Ејдрија Реј Лана Роудс Елса Џин                                                                                 |
| 2018.  | —           | Џил Касиди       | Хани Голд Елена Кошка Рајли Никсон Жизел Палмер Лина Пол Софи Рајан Витни Рајт Бела Роуз Скарлет Сејџ Клои Скот Кристен Скот Вајолет Стар Арја Феј Елајза Џејн                                                                           |
| 2019.  | —           | Ајви Вулф        | Џејн Вајлд Емили Вилис Џија Дерза Елајза Ибара Тана Леја Алина Лопез Химе Мари Нија Нејси Ела Нокс Карма Рекс Кензи Ривс Кендра Спејд Хана Хејс Николет Шеј                                                                              |
| 2020.  |             | Џијана Диор      | Вана Бардо Габи Картер Кијара Кол Кира Крофт Отем Фолс Атина Фарис Арија Ли Лејси Ленон Лекси Лоре Изи Лаш Пејџ Овенс Дани Риверс Вина Скај Нејоми Свон                                                                                  |
| 2021.  | —           | Скарлит Скандал  | Адира Алур Џулз Блу Скајлар Вокс Бруклин Греј Ејвери Кристи Кјара Кеј ЛаСирена69 Скај Пирс Натали Поркман Бела Роланд Џеси Сејнт Савана Сикс Алексис Теј Лана Шарапова                                                                   |
| 2022.  | —           | Блејк Блосом     | Алина Али Џизел Бланко Маја Вулф Кејли Ганер Ејнџел Јангс Ана Клер Клаудс Дестини Круз Коко Лавлок Лили Ларимар Меди Меј Ејприл Олсен Фреја Паркер Сера Рајдер Кајли Рокет                                                               |
| 2023.  | —           | Чарли Самер      | Брејлин Бејли Армани Блек Арија Валенсија Слимтик Вик Никол Доши Кензи Ен Томи Кинг Никол Кит Лијана Лавингс Кеј Лавли Јалејна Мари Бани Медисон Рори Нокс Медисон Самерс                                                                |
| 2024.  | —           | Шанел Камрин     | Скарлет Алексис Самер Виксен Катрина Колт Мина Лакс Моли Литл Ема Магнолија Вилоу Рајдер Хејли Роуз Џени Роуз Квини Сатин Клои Серил Лили Старфајер Мелиса Стратон Деми Хокс                                                             |
| 2025.  | —           | Гал Ричи         | Бријана Арсон Медисон Вајлд Ејнџел Виндел Адисон Водка Хејли Дејвис Ден Денглер Келси Кејн Клои Кингсли Рејвен Лејн Риса Меј Синатра Монро Мили Морган Мајра Моунс Џасмин Шерни                                                          |